# Coneuplecta
Coneuplecta is een geslacht van weekdieren uit de  familie van de Clausiliidae.

## Soorten
- Coneuplecta calculosa (Gould, 1852)
- Coneuplecta scalarina (Pfeiffer, 1851)